# جون فلانغان
جون فلانغان (John Flanagan) هو لاعب أولمبي لرياضة ألعاب القوى من الولايات المتحدة. شارك في الأولمبياد الصيفي في 1900–1908، وفاز بما مجموعه 4 ميداليات.

## الميداليات
| ذهب | فضة | برونز | المجموع |
| 3   | 1   | 0     | 4       |

## روابط خارجية
- جون فلانغان على موقع الاتحاد الدولي لألعاب القوى (الإنجليزية)
- جون فلانغان على موقع الاتحاد الأمريكي لسباقات المضمار والميدان، قاعة المشاهير (الإنجليزية)
- جون فلانغان على موقع اللجنة الأولمبية الدولية (الإنجليزية)
- جون فلانغان على موقع أوليمبيديا (الإنجليزية)